# جبل بوهدمة
جبل بُوهِدْمَة جبل يقع بوسط شرقي الجمهورية التونسية، شمال شرقي مدينة قفصة وجنوب غربي مدينة المكناسي. يبلغ ارتفاعه 824 م.